# Каменка (Сандыктауский район)
Каменка (каз. Каменка) — село в Сандыктауском районе Акмолинской области Казахстана. Административный центр Каменского сельского округа. Код КАТО — 116447100.

## География
Село расположено в восточной части района на берегу реки Сыркырама, в 25 км на юго-восток от центра района села Балкашино.

### Улицы[2][3]
- ул. Ахмета Байтурсынулы,
- ул. Больничная,
- ул. Илияса Жансугирова
- ул. Канай би,
- ул. Куйбышева,
- ул. Ленина,
- ул. Магжана Жумабева,
- ул. Молодежная,
- ул. Мухамеджана Тынышбаева,
- ул. Рабочая,
- ул. Строительная.

### Ближайшие населённые пункты
- село Белгородское в 14 км на северо-востоке,
- село Дорогинка в 15 км на юге,
- село Новоромановка в 16 км на северо-западе,
- село Тучное в 17 км на востоке,
- село Богословка в 18 км на западе.

## История
Село было основано в 1888 году крестьянами переселенцами. 

## Население
В 1989 году население села составляло 2374 человек (из них русских 63%).
В 1999 году население села составляло 2009 человек (1000 мужчин и 1009 женщин). По данным переписи 2009 года, в селе проживало 1358 человек (675 мужчин и 683 женщины).
| Численность населения | Численность населения | Численность населения |
| 1989                  | 1999                  | 2009                  |
| --------------------- | --------------------- | --------------------- |
| 2374                  | ↘2009                 | ↘1358                 |